# کلیبورن (لوئیزیانا)
کلیبورن (به انگلیسی: Claiborne) شهری در ایالت لوئیزیانا کشور ایالات متحده آمریکا است که جمعیت آن در سرشماری سال ۲۰۱۰ میلادی، ۱۱٬۵۰۷ نفر بوده‌است.